# Hipposideros coronatus
Hipposideros coronatus — є одним з видів кажанів родини Hipposideridae.

## Поширення
Країни поширення: Філіппіни. Достеменно відомий лише по голотипу з печери в низинних лісах над вапняком.

## Загрози та охорона
Втручання людини може бути загрозою. Не відомо, чи живе в охоронних територіях.